# René Matoušek
René Matoušek (Vukovar, 7. veljače 1958. – Vukovar, 20. studenoga 1991.), bio je hrvatski haiku-pjesnik, pisac, novinar, glazbenik, esperantist, radio-amater i stomatolog. 

## Životopis
René Matoušek rodio se u Vukovaru 7. veljače 1958. godine. Gimnaziju je pohađao u Vukovaru. Jedan dio života proveo je i kod djeda i bake u Velikoj Gorici, gdje se preselio 1977. godine po dolasku na studij stomatologije. Od 1985. do 1990. godine kao stomatolog radio je u Žegaru nedaleko Obrovca, a godine 1990. vratio se u rodni Vukovar gdje se uključuje u ponovno ustrojavanje Društva "Hrvatski dom" i biva imenovan tajnikom.
Pisao je za Polet, Studentski list, Quorum, Oko, Vukovarske novine i Osječki tjednik u kojem je imao stalnu rubriku, pod nazivom "Carski rez", gdje je na satiričan način opisivao svakodnevnu vukovarsku zbilju. Tijekom Domovinskog rata bio je član Stručnog operativnog štožera vukovarske bolnice a također njegov glas čuo se i s valova Hrvatskog radio Vukovara s kojeg je, uz pomoć još jednog radio-amatera, prenosio izvješće o stanju u Gradu. Nakon pada grada bio je u koloni koja je odvedena na "Velepromet" i trag mu se izgubio nakon izvođenja na saslušanje iz takozvane stolarije. Njegovi posmrtni ostatci ekshumirani su iz skupne grobnice na vukovarskom Novom groblju, a identificiran je 14. studenoga 2002. godine na Zavodu za sudsku medicinu u Zagrebu. Pokopan je u Aleji hrvatskih branitelja u Vukovaru, 22. studenoga 2002. godine.

## Književno stvaralaštvo
Počeo je pisati haiku početkom 1980-ih godina kada kao mladi stomatolog doseljava u Žegar, u Bukovicu. Godine 1995. uvršten je u antologiju srijemskih pisaca Hrvatska riječ u Srijemu: antologija srijemskih pisaca (priredio Dubravko Horvatić).

## Djela
- Jaka veza, Biblioteka Albatros, kolo 1, knj. 5, Narodno sveučilište "Juraj Kokot", Velike Gorica, 1980.
- Prasci, vlastita naklada, 1981.
- Žegar, Biblioteka Macuo Basho, Odžaci, 1987.

### Posmrtno objavljeno
- DA za Renéa, Biblioteka Albatros. Posebna izdanja, knj. 10, Narodno sveučilište Velika Gorica, Velika Gorica, 1997.
- Ljubav, zbirka priča, Pučko otvoreno učilište, Velika Gorica, 1997.

## Spomen
- Na ulazu u Hrvatski dom u Vukovaru nalazi se brončano poprsje Renea Matoušeka, djelo akademskog kipara Mladena Mikulina.[8]
- U spomen na René Matoušeka održavaju se međunarodni haiku susreti, Haiku susreti Rene Matoušek, koje je pokrenuo Tomislav Marijan Bilosnić 2008. godine.[3]

## Vanjske poveznice
- René na Wordpressu
- Međunarodni haiku susreti “René Matoušek” u Obrovcu
- Međunarodni haiku susreti "Rene Matoušek" u Zelengradu
- Haiku poezija Rene Matoušek
- Fotografije[neaktivna poveznica]
- Književna večer posvećena Renéu Matoušek
- književna večer u Velikoj Gorici